# مشهد
مشهد هي مدينة إيرانية ومركز محافظة خراسان الرضوية، تعتبر من أعظم مدن خراسان التأريخية الكبرى ومقاطعة خراسان الحديثة، وثاني أكبر مدينة في إيران بعد طهران، فيها الكثير من الآثار والمزارات والمقامات وأهمها إطلاقًا مرقد الإمام علي بن موسى الرضا، ومشهده الذي به سميت تلك المدينة مشهدًا.

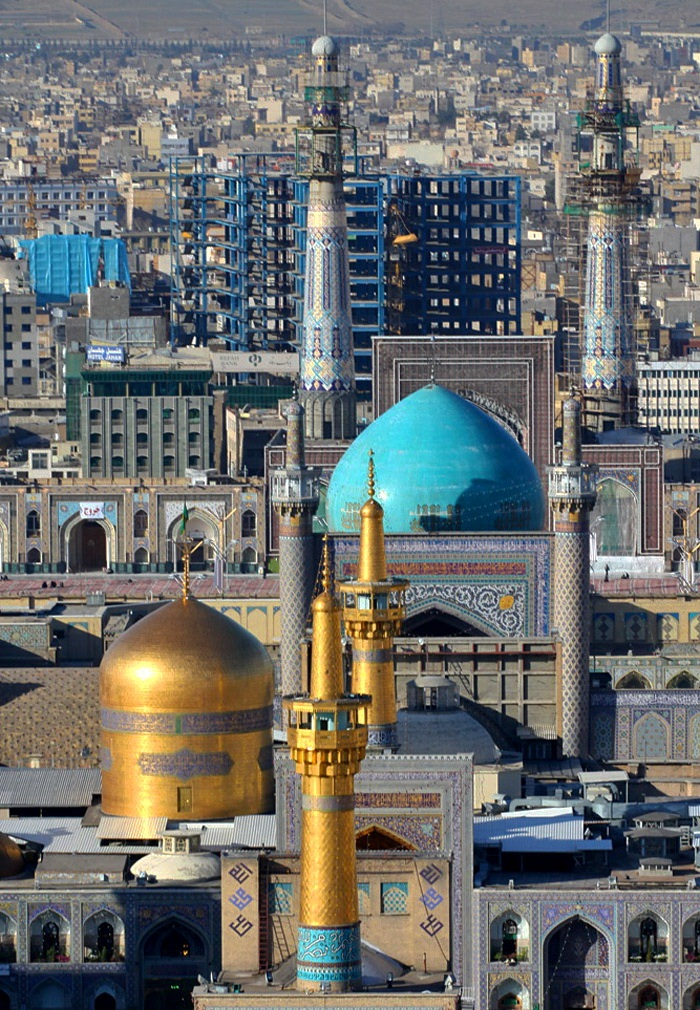
الحضرة الرضوية في مدينة مشهد

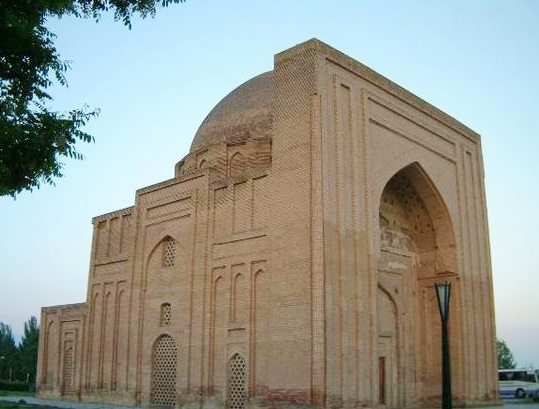
مبنى الهارونية نسبة إلى الخليفة هارون الرشيد والتي بنيت في القرن الثالث عشر ميلادي وكانت ملتقى لأتباع الصوفية

## الموقع
تقع مدينة مشهد في أقاصي إقليم خراسان بالقرب من مدينة طوس القديمة، وتقع في وادي كشف رود على الضفة الجنوبية من النهر. وتقع على ارتفاع 985 م فوق سطح البحر، على خط طول 59 درجة 37 دقيقة، وعرض 36 درجة و16 دقيقة. يحدها من الشمال مدينة كلات نادر والشمال الشرقي تركمنستان، ومن الشرق أفغانستان ومدينة هراة، ومن الغرب مدينة نيسابور، ومن الجنوب مدينة فريمان.

### المناخ
بسبب موقعها الجغرافي المميز، الذي يقع في المنطقة الحدودية بين شمال وجنوب خراسان، وتداخل الجبهات المناخية المختلفة، تتمتع مشهد بمناخ وخصائص مناخية خاصة. معظم سهل مشهد-نيشابور هو بمناخ شبه جاف بارد، وجزء من سهل مشهد-قوتشان شبه قاحل وبارد، وجزء صغير من أعلى ارتفاعات سلسلتي جبال بينالود وهزارمسجيد هو مناخ بارد ورطب. بشكل عام، تتمتع مدينة مشهد بمناخ متقلب، ولكنه بارد وجاف بشكل عام، ويتمتع بصيف حار وجاف نسبيًا وشتاء بارد ورطب جدًا. تهب الرياح في مشهد في الغالب في اتجاه الجنوب الشرقي إلى الشمال الغربي. تبلغ درجة الحرارة العظمى في الصيف 43 درجة فوق الصفر والحد الأدنى في الشتاء 23 درجة تحت الصفر.
وقد تم رصد الغطاء الثلجي لمدة 21.1 يومًا سنويًا، مع وجود 3.8 يومًا فقط يتجاوز فيها عمق الثلج 0.10 مترًا أو 4 بوصات.
أعلى درجة حرارة مسجلة كانت 43.8 درجة مئوية أو 110.8 درجة فهرنهايت في 6 يوليو 1998 وأدنى درجة حرارة مسجلة كانت −28 درجة مئوية أو −18.4 درجة فهرنهايت في 3 فبراير 1972.
| البيانات المناخية لـلمدينة مشهد (1991-2020، درجات الحرارة القصوى 1951-2020؛ الارتفاع: 999.2 مترًا أو 3278 قدمًا | البيانات المناخية لـلمدينة مشهد (1991-2020، درجات الحرارة القصوى 1951-2020؛ الارتفاع: 999.2 مترًا أو 3278 قدمًا | البيانات المناخية لـلمدينة مشهد (1991-2020، درجات الحرارة القصوى 1951-2020؛ الارتفاع: 999.2 مترًا أو 3278 قدمًا | البيانات المناخية لـلمدينة مشهد (1991-2020، درجات الحرارة القصوى 1951-2020؛ الارتفاع: 999.2 مترًا أو 3278 قدمًا | البيانات المناخية لـلمدينة مشهد (1991-2020، درجات الحرارة القصوى 1951-2020؛ الارتفاع: 999.2 مترًا أو 3278 قدمًا | البيانات المناخية لـلمدينة مشهد (1991-2020، درجات الحرارة القصوى 1951-2020؛ الارتفاع: 999.2 مترًا أو 3278 قدمًا | البيانات المناخية لـلمدينة مشهد (1991-2020، درجات الحرارة القصوى 1951-2020؛ الارتفاع: 999.2 مترًا أو 3278 قدمًا | البيانات المناخية لـلمدينة مشهد (1991-2020، درجات الحرارة القصوى 1951-2020؛ الارتفاع: 999.2 مترًا أو 3278 قدمًا | البيانات المناخية لـلمدينة مشهد (1991-2020، درجات الحرارة القصوى 1951-2020؛ الارتفاع: 999.2 مترًا أو 3278 قدمًا | البيانات المناخية لـلمدينة مشهد (1991-2020، درجات الحرارة القصوى 1951-2020؛ الارتفاع: 999.2 مترًا أو 3278 قدمًا | البيانات المناخية لـلمدينة مشهد (1991-2020، درجات الحرارة القصوى 1951-2020؛ الارتفاع: 999.2 مترًا أو 3278 قدمًا | البيانات المناخية لـلمدينة مشهد (1991-2020، درجات الحرارة القصوى 1951-2020؛ الارتفاع: 999.2 مترًا أو 3278 قدمًا | البيانات المناخية لـلمدينة مشهد (1991-2020، درجات الحرارة القصوى 1951-2020؛ الارتفاع: 999.2 مترًا أو 3278 قدمًا | البيانات المناخية لـلمدينة مشهد (1991-2020، درجات الحرارة القصوى 1951-2020؛ الارتفاع: 999.2 مترًا أو 3278 قدمًا |
| الشهر | يناير | فبراير | مارس | أبريل | مايو | يونيو | يوليو | أغسطس | سبتمبر | أكتوبر | نوفمبر | ديسمبر | المعدل السنوي                                                                                                 |
| --- | --- | --- | --- | --- | --- | --- | --- | --- | --- | --- | --- | --- | --- |
| الدرجة القصوى °م (°ف)                                                                                         | 24.0 (75.2)                                                                                                   | 27.4 (81.3)                                                                                                   | 32.9 (91.2)                                                                                                   | 35.4 (95.7)                                                                                                   | 40.6 (105.1)                                                                                                  | 42.1 (107.8)                                                                                                  | 43.8 (110.8)                                                                                                  | 42.4 (108.3)                                                                                                  | 42.0 (107.6)                                                                                                  | 35.9 (96.6)                                                                                                   | 31.2 (88.2)                                                                                                   | 28.2 (82.8)                                                                                                   | 43.8 (110.8)                                                                                                  |
| متوسط درجة الحرارة الكبرى °م (°ف)                                                                             | 8.5 (47.3) | 10.6 (51.1)                                                                                                   | 15.7 (60.3)                                                                                                   | 22.0 (71.6)                                                                                                   | 27.9 (82.2)                                                                                                   | 33.4 (92.1)                                                                                                   | 35.3 (95.5)                                                                                                   | 34.0 (93.2)                                                                                                   | 29.7 (85.5)                                                                                                   | 23.3 (73.9)                                                                                                   | 15.6 (60.1)                                                                                                   | 10.7 (51.3)                                                                                                   | 22.2 (72.0)                                                                                                   |
| المتوسط اليومي °م (°ف)                                                                                        | 2.8 (37.0) | 4.7 (40.5) | 9.5 (49.1) | 15.4 (59.7)                                                                                                   | 21.1 (70.0)                                                                                                   | 26.4 (79.5)                                                                                                   | 28.5 (83.3)                                                                                                   | 26.7 (80.1)                                                                                                   | 21.9 (71.4)                                                                                                   | 15.5 (59.9)                                                                                                   | 8.9 (48.0) | 4.6 (40.3) | 15.5 (59.9)                                                                                                   |
| متوسط درجة الحرارة الصغرى °م (°ف)                                                                             | −1.8 (28.8)                                                                                                   | −0.1 (31.8)                                                                                                   | 4.3 (39.7) | 9.6 (49.3) | 14.3 (57.7)                                                                                                   | 18.7 (65.7)                                                                                                   | 20.9 (69.6)                                                                                                   | 18.8 (65.8)                                                                                                   | 14.1 (57.4)                                                                                                   | 8.5 (47.3) | 3.6 (38.5) | 0.0 (32.0) | 9.2 (48.6) |
| أدنى درجة حرارة °م (°ف)                                                                                       | −27.0 (−16.6)                                                                                                 | −28.0 (−18.4)                                                                                                 | −13.0 (8.6)                                                                                                   | −7.0 (19.4)                                                                                                   | −1.0 (30.2)                                                                                                   | 4.0 (39.2) | 10.0 (50.0)                                                                                                   | 5.0 (41.0) | −1.0 (30.2)                                                                                                   | −8.0 (17.6)                                                                                                   | −16.0 (3.2)                                                                                                   | −25.0 (−13.0)                                                                                                 | −28.0 (−18.4)                                                                                                 |
| الهطول مم (إنش)                                                                                               | 27.5 (1.08)                                                                                                   | 35.7 (1.41)                                                                                                   | 56.3 (2.22)                                                                                                   | 39.4 (1.55)                                                                                                   | 30.6 (1.20)                                                                                                   | 5.9 (0.23) | 1.7 (0.07) | 0.8 (0.03) | 2.7 (0.11) | 7.9 (0.31) | 17.2 (0.68)                                                                                                   | 20.1 (0.79)                                                                                                   | 245.8 (9.68)                                                                                                  |
| متوسط أيام هطول الأمطار (≥ 1.0 mm)                                                                            | 4.8 | 5.7 | 7.4 | 5.5 | 5 | 1.4 | 0.4 | 0.2 | 0.4 | 1.5 | 3.2 | 3.3 | 38.8 |
| متوسط الأيام الممطرة                                                                                          | 4.5 | 7.2 | 10.3 | 9.9 | 6.9 | 2 | 0.6 | 0.5 | 0.7 | 2.9 | 5.4 | 5.5 | 56.4 |
| متوسط الأيام المثلجة                                                                                          | 5.8 | 2.6 | 0.5 | 0.1 | 0 | 0 | 0 | 0 | 0 | 0.2 | 1.7 | 4.3 | 15.2 |
| متوسط الرطوبة النسبية (%)                                                                                     | 70 | 68 | 65 | 57 | 45 | 31 | 28 | 28 | 32 | 43 | 62 | 69 | 50 |
| ساعات سطوع الشمس الشهرية                                                                                      | 151 | 152 | 173 | 214 | 285 | 347 | 376 | 366 | 312 | 257 | 179 | 151 | 2٬963 |
| المصدر #1: المراكز الوطنية للمعلومات البيئية(أيام مع تساقط الثلوج 1981-2010)                                  | | | | | | | | | | | | | |
| المصدر #2: منظمة الأرصاد الجوية الإيرانية (السجلات)                                                           | | | | | | | | | | | | | |

| البيانات المناخية لـمشهد (1951–2010)                                                                                             | البيانات المناخية لـمشهد (1951–2010) | البيانات المناخية لـمشهد (1951–2010) | البيانات المناخية لـمشهد (1951–2010) | البيانات المناخية لـمشهد (1951–2010) | البيانات المناخية لـمشهد (1951–2010) | البيانات المناخية لـمشهد (1951–2010) | البيانات المناخية لـمشهد (1951–2010) | البيانات المناخية لـمشهد (1951–2010) | البيانات المناخية لـمشهد (1951–2010) | البيانات المناخية لـمشهد (1951–2010) | البيانات المناخية لـمشهد (1951–2010) | البيانات المناخية لـمشهد (1951–2010) | البيانات المناخية لـمشهد (1951–2010) |
| الشهر | يناير                                | فبراير                               | مارس                                 | أبريل                                | مايو                                 | يونيو                                | يوليو                                | أغسطس                                | سبتمبر                               | أكتوبر                               | نوفمبر                               | ديسمبر                               | المعدل السنوي                        |
| --- | ------------------------------------ | ------------------------------------ | ------------------------------------ | ------------------------------------ | ------------------------------------ | ------------------------------------ | ------------------------------------ | ------------------------------------ | ------------------------------------ | ------------------------------------ | ------------------------------------ | ------------------------------------ | ------------------------------------ |
| الدرجة القصوى °م (°ف) | 24.0 (75.2)                          | 26.0 (78.8)                          | 32.0 (89.6)                          | 35.4 (95.7)                          | 40.6 (105.1)                         | 42.1 (107.8)                         | 43.8 (110.8)                         | 42.4 (108.3)                         | 42.0 (107.6)                         | 35.8 (96.4)                          | 29.4 (84.9)                          | 28.2 (82.8)                          | 43.8 (110.8)                         |
| متوسط درجة الحرارة الكبرى °م (°ف)                                                                                                | 7.1 (44.8)                           | 9.3 (48.7)                           | 14.2 (57.6)                          | 20.9 (69.6)                          | 26.8 (80.2)                          | 32.3 (90.1)                          | 34.4 (93.9)                          | 33.1 (91.6)                          | 28.9 (84.0)                          | 22.5 (72.5)                          | 15.5 (59.9)                          | 9.8 (49.6)                           | 21.2 (70.2)                          |
| المتوسط اليومي °م (°ف) | 1.7 (35.1)                           | 3.7 (38.7)                           | 8.5 (47.3)                           | 14.7 (58.5)                          | 19.6 (67.3)                          | 24.4 (75.9)                          | 26.6 (79.9)                          | 24.8 (76.6)                          | 20.3 (68.5)                          | 14.5 (58.1)                          | 8.7 (47.7)                           | 4.0 (39.2)                           | 14.3 (57.7)                          |
| متوسط درجة الحرارة الصغرى °م (°ف)                                                                                                | −3.8 (25.2)                          | −1.8 (28.8)                          | 2.9 (37.2)                           | 8.4 (47.1)                           | 12.4 (54.3)                          | 16.4 (61.5)                          | 18.7 (65.7)                          | 16.5 (61.7)                          | 11.7 (53.1)                          | 6.4 (43.5)                           | 1.9 (35.4)                           | −1.7 (28.9)                          | 7.3 (45.2)                           |
| أدنى درجة حرارة °م (°ف) | −27.0 (−16.6)                        | −28.0 (−18.4)                        | −13.0 (8.6)                          | −7.0 (19.4)                          | −1.0 (30.2)                          | 4.0 (39.2)                           | 10.0 (50.0)                          | 5.0 (41.0)                           | −1.0 (30.2)                          | −8.0 (17.6)                          | −16.0 (3.2)                          | −25.0 (−13.0)                        | −28.0 (−18.4)                        |
| الهطول مم (إنش) | 32.6 (1.28)                          | 34.5 (1.36)                          | 55.5 (2.19)                          | 45.4 (1.79)                          | 27.2 (1.07)                          | 4.0 (0.16)                           | 1.1 (0.04)                           | 0.7 (0.03)                           | 2.1 (0.08)                           | 8.0 (0.31)                           | 16.1 (0.63)                          | 24.3 (0.96)                          | 251.5 (9.90)                         |
| متوسط أيام هطول الأمطار (≥ 1.0 mm)                                                                                               | 8.6                                  | 10.4                                 | 13.8                                 | 12.1                                 | 8.7                                  | 2.5                                  | 0.9                                  | 0.5                                  | 0.9                                  | 3.9                                  | 5.3                                  | 8.1                                  | 75.7                                 |
| متوسط الأيام المثلجة | 5.6                                  | 5.8                                  | 4.0                                  | 0.4                                  | 0.0                                  | 0.0                                  | 0.0                                  | 0.0                                  | 0.0                                  | 0.1                                  | 1.2                                  | 3.8                                  | 20.9                                 |
| متوسط الرطوبة النسبية (%) | 75                                   | 73                                   | 69                                   | 62                                   | 50                                   | 37                                   | 34                                   | 33                                   | 37                                   | 49                                   | 63                                   | 73                                   | 54                                   |
| ساعات سطوع الشمس الشهرية | 148.3                                | 147.5                                | 163.3                                | 200.4                                | 280.4                                | 343.2                                | 366.9                                | 359.7                                | 305.2                                | 249.5                                | 188.3                                | 151.6                                | 2٬904٫3                              |
| المصدر: منظمة الأرصاد الجوية الإيرانية (سجلات) (درجات الحرارة), (هطول الأمطار), (رطوبة), (أيام مع هطول الأمطار), (الشمس المشرقة) |                                      |                                      |                                      |                                      |                                      |                                      |                                      |                                      |                                      |                                      |                                      |                                      |                                      |

## التأسيس
كانت مشهد قرية صغيرة تابعة لطوس القديمة، وقد طمست معالم طوس بعد هجوم تيمورلنك المغولي، هاجر من بقي من أهلها وتحصنوا بمرقد الإمام الرضا وعمروا حوله دورا وأبنية ليأووا إليها. وفي سنة 808 هـ / 1406 م عيّن الأمير شاهرخ بن الأمير تيمور الكوركاني الخواجة سيد ميرزا، ليهاجر بالمتحصنين حول المرقد الشريف إلى مقامهم الأول طوس، فامتنعوا فأمر الأمير شاهرخ أن يبني حول دورهم سورا. فبنى حصنا حصينا وصار هذا المكان الشريف بلدة ذا أهمية واشتهرت بطوس، وسميت سناباد بالمشهد وكان لوجود مرقد الإمام الرضا الفضل في جعل قرية (نوقان) القديمة مدينة واسعة، تعد قاعدة بلاد خراسان.

## مراحل التوسع والإعمار
باني طوس الأول هو (طوس بن نوذر منوجهر) عندما أقام في خراسان إثر هزيمته أمام كي خسرو وذلك قبل نحو 900 سنة، وقيل أن جمشيد بيشدادي أعاد بناءها بعد أن خربت.
- سنة 418 هـ بنى (سوري بن معتز) أول سور حول المدينة بأمر من السلطان محمد الغزنوي.
- سنة 511 هـ أقام الأمير علاء الدين الملقب بـ (عضد الدين) سورًا آخر حول المدينة بدلاً من السور القديم بسبب توسع المدينة.
- سنة 808 هـ أمر الأمير خواجه ببناء سور أكبر وأوسع من السور القديم.
- سنة 950 هـ بنى الشاه طهماسب الصفوي سورًا حول المدينة فيه 141 برجا و 6 أبواب، لا زالت آثاره موجودة إلى الآن.
- في زمن نادر شاه وصلت المدينة إلى أوج عظمتها من ناحية العمران والبناء.
- في عهد الملوك القاجاريين تم توسيع المدينة حيث أضيفت إليها أحياء جديدة وعُرضت شوارعها وذلك في زمن الملك (أعلى حضرت فقيد).
- سنة 1673 م وقع زلزال عنيف بالمدينة، فتم إصلاح المباني الرئيسية في المدينة وذلك في أيام الشاه سليمان الصفوي. سنة 1330 هـ / 1912 م قام (نير الدولة) بحفر قناة وفتح نهر يعبر من الصحن الشريف، وعمر الطريق الواقع بين شريف آباد وطوس.
- سنة 1403 هـ وبعد انتصار الثورة الإسلامية في إيران، بدأت عمليات توسيع الروضة المنورة، فتم إنشاء عمارة جامعة العلوم الإسلامية الرضوية، وكذلك إنشاء عمارة المكتبة الجديدة ومشروع تيسير المرور وإنشاء مرافق الراحة والخدمات الذي يتسع لـ 10 آلاف نسمة وإنشاء دار الشفاء ومراكز الاستعلامات وشعب للبنوك.

## المعالم
تحيط بالمدينة مجموعة جبال تمتد على طول وادي كشف رود الذي يفصل مدينة طوس القديمة عن سهل نيسابور. تبلغ مساحة المدينة نحو 27.487 كم مربع، يمتد وسطها شارع رئيس مركزي من الجهة الشمالية الشرقية إلى الجهة الجنوبية الشرقية من المدينة، وهذا الشارع تقع عليه بوابتان يستطيع الزائر منها دخول المشهد الرضوي المقدس.

### محلاتها القديمة
محلة نوقان شمال الحرم المقدس، خيابان العليا في جهة الغرب، خيابان السفلى في جهة الشرق، عيد كاه في جهة الجنوب، سرشور في الجنوب الغربي، سراب بين محلة سرشور ومحلة خيابان العليا، سياهان ومرويها و جهار باغ وباجنار وكشميريها وجه نو وسه سوق.

### أحياءها السكنية الحديثة
سجادشهر، رضاشهر، وكيل آباد، قاسم آباد، گلشهر، طرق، مهر آباد، ساختمان (شهيد رجائي)، كوي پنجتن، كوي آب وبرق، خيام، كوي اميرالمومنين، آزاد شهر، كوي صاحب الزمان، بلوار دوم طبرسي

### شوارعها
إمام رضا، نواب صفوي، طبرسي، آية الله الشيرازي، الشهيد قرني، آية الله مطهري، دكتور علي شريعتي، خيام، حافظ، خاجه ربيع، آزادي، سعدي، بن سينا، الشهيد أشرفي أصفهاني، شهيد كامياب، الإمام الخميني وغيره.

### مراقدها وقبورها
- مرقد الإمام علي بن موسى الرضا.
- إمام زاده يحيى بن زيد بن علي بن الحسين.
- إمام زاده سيد ناصر وياسر (من أولاد الإمام موسى الكاظم ع).
- مزار الخواجة ربيع بن خيثم الأسدي الكوفي (ت سنة 63 هـ).
- مزار الخواجة أبو الصلت الهروي (خادم الإمام الرضا).
- قبر الشيخ الفضل بن الحسن الطبرسي (صاحب مجمع البيان) (ت سنة 548 هـ).
- قبر الشيخ بهاء الدين محمد بن حسين بن عبد الصمد ألعاملي (البهائي) (ت سنة 1031 هـ).
- قبر الشيخ محمد بن حسن المعروف بـ (الحر العاملي) (ت سنة 1104 هـ).
- مقبرة قتلكاه فيها قبور مئات المسلمين عندما أمر جنكيز خان قتلهم جميعا.
- مقبرة شاهزاده محمد (من أولاد الإمام زين العابدين ع).
- مقبرة السيد أحمد مع ثلاثة من أولاد الإمام الكاظم.
- مقبرة ميرزا إبراهيم الرضوي.
- قبر الشيخ مهدي الخالصي (ت سنة 1343 هـ).
- قبر شاعر الشهير الفردوسي الطوسي (ت سنة 350 هـ)
- مقبرة بيربالاندوز.
- قبور الملوك: الشاه طهماسب الصفوي، نادر شاه وهارون الرشيد.

### مساجدها
جامع كوهر شاد، مسجد (بيرزن)، مسجد الإمام الرضا، مسجد نائب، مسجد بالا سر، مسجد آب انبار.

### مكتباتها
مكتبة آستان قدس رضوي المركزية (المكتبة الرضوية)، مكتبة نواب صفوي، مكتبة مهدية، مكتبات الحوزة العلمية، مكتبة التربية الفكرية للأطفال والشباب.

### مدارسها
مدرسة ميرزا جعفر، مدرسة مستشار، مدرسة دودر، مدرسة بريزاد، مدرسة فاضل خان، مدرسة نواب، المدرسة الباقرية، المدرسة البهزادية، مدرسة عباس قلي خان، مدرسة خيرات حسان، مدرسة سليمان خان، مدرسة بالا سر، مدرسة السيد أبو القاسم الخوئي، مدرسة السيد محمد هادي الحسيني الميلاني، مدرسة رضوان، مدرسة الشيخ محمد صدوقي اليزدي، مدرسة أمير المؤمنين، مدرسة هاشمي نزاد.

### آثارها
دار الحفاظ، دار السيادة، قبة (الله يارخان)، عين الإمام الرضا، قدم الإمام الرضا.

### مؤسساتها الحديثة
جامعة العلوم الإسلامية الرضوية، جامعة الإمام الرضا، المؤسسة الثقافية الرضوية، مؤسسة القدس الثقافية، مؤسسة طبع ونشر المشهد الرضوي المقدس، شركة به نشر (ومعناه أفضل نشر)، مركز إدارة الأمور الثقافية، مؤسسة عاشوراء، مؤسسة آل البيت وغيرها.

## من ذاكرة التاريخ
كانت طوس إحدى مدن خراسان التي تشتمل على مدينتين إحداهما طابران والأخرى نوقان فتحت أيام عثمان بن عفان.
- سنة 203 هـ دفن فيها الإمام أبو الحسن علي بن موسى الرضا.
- سنة 548 هـ غزت قبائل الغز المدينة فقتل العديد من علمائها، وخربت مساجدها جميعاً ما عدا قبة المشهد الرضوي.
- سنة 617 هـ هاجم المغول المدينة وقتلوا أهلها ودمروا معالمها.
- سنة 695 هـ / 1295 م هجم داود ابن البراق من أحفاد جنكيز على طوس ونهبها.
- سنة 791 هـ حاصر مدينة طوس ميران شو بن تيمور لنك للقضاء على حركة الحاج بك فدمر المدينة وفر الناس إلى مشهد الإمام الرضا.
- سنة 981 هـ وقعت المدينة بيد الصفويين.
- سنة 996 هـ / 1587 م حاصر طوس عبد المؤمن خان أوزبك حاكم بلخ مدة أربعة أشهر وقتل أهلها قتلا عاما ونهب جميع ما في الحرم الشريف من قناديل وخزائن وكتب ومن جملة ما نهبه قطعة ماس ثمينة.
- سنة 1160 هـ وقعت المدينة بيد علي قليخان بعد قتله نادر شاه.
- سنة 1266 هـ قامت فتنة سالار وفي يوم الأحد 9 جمادى الأولى فتحت طوس بيد حسام السلطنة.
- في أوائل القرن الثالث عشر وقعت تحت حكم القاجاريين.
- سنة 1673م ضرب زلزال مشهد فدمر ثلثها وضرب (نيكابور) وقرية صغيرة بقربها فدمرها ولقد أصاب التدمير قبة المشهد على الأخص.
- في سنة 1839 تعرضت الجالية اليهودية في مدينة مشهد للهجوم من قبل الغوغاء ثم أجبروا على اعتناق الإسلام.[19]
- سنة 1912 م قصف الروس المشهد الرضوي المقدس وأصبحت مدينة مشهد ميدانا لتدخلهم السافر.
- سنة 1994 انفجرت قنبلة مفخخة فوق ضريح الإمام الرضا وأدت إلى مصرع أكثر من 20 شهيدا وجرح المئات.

## أعلام

### شخصيات تاريخية
- عهد علي: جعدة بن هبيرة المخزومي

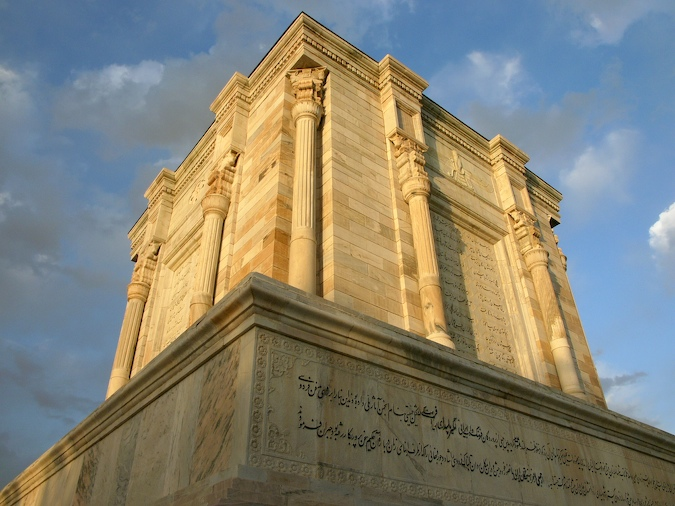
ضريح الفردوسي الشاعر الفارسي الشهير بملحمة الشاهنامة في مدينة مشهد

- عهد بني أمية عدد من العمال تم تعيينهم منهم الحكم بن عمرو الغفاري (47 هـ)، غالب الليثي (48 هـ)، خليد الحنفي، ربيع بن زياد الحارثي (ت 53 هـ)، عبد الله بن ربيع، أسلم بن زرعة (ت 56 هـ)، سعيد بن عثمان، عبد الرحمن بن زياد، سلم بن زياد، عبد الله بن خازم، بكير بن وشاح، المهلب بن أبي صفرة (ت 82 هـ)، قتيبة بن مسلم، الجراح ابن عبد الله، الجنيد بن عبد الرحمن (ت 116 هـ)، عاصم بن عبد الله، أسد بن عبد الله (ت 120 هـ)، جعفر ابن حنظلة، نصر بن سيار (ت 131 هـ)، الشاعر دعبل الخزاعي (ت 246 هـ).
- ومن شخصياتها: الغزالي، الأخفش، البرمكي، النوبختي، يعقوب بن داود، أبو مسلم الخراساني (ت 137 هـ)، طاهر بن الحسين، عبد الله بن طاهر (ت 230 هـ)، أبو منصور البلخي، البيروني، أبو القاسم الحسن بن محمد الطوسي، أبو إسحاق العنبري الطوسي.

### علماء مدفونون
الميرزا محمد باقر بن محمد مؤمن، المولى محمد بن حسن الشيرواني (ت 1098 هـ)، الشيخ شمس الدين البهبهاني، العالم مير محمد تقي الرضوي، السيد علي علم الهدى الخراساني (ت 1366 هـ)، السيد مهدي الطباطبائي بن السيد حسين الطباطبائي (المتوفى سنة 1403 هـ)، الشيخ رجب حافظ البرسي (ت 801 هـ).

### شخصيات معاصرة
- علي خامنئي مُرشد الثورة الإسلامية.
- السيستاني أكبر مرجع شيعي في الوقت الحالي.
- إبراهيم رئيسي الرئيس الثامن للجمهورية الإسلامية الإيرانية.

## المدن الشقيقة
مَشهد توأمة مع:
- ماليزيا، كوالالمبور، منذ 13 أكتوبر 2006[20]
- العراق، النجف: من 15 مارس 2015[21]
- أفغانستان، مزار شريف: من 4 مايو 2012[22]
- تركمانستان، عشق آباد، منذ 7 أغسطس 2012[22]
- أفغانستان، هرات[22]
- باكستان، لاهور: من 18 مايو 2010[23]
- الصين، أورومتشي، شينجيانغ: منذ 10 سبتمبر 2011[24]
- باكستان، كراتشي: اعتبارًا من 16 مايو 2012[25]
- العراق، كربلاء: من 1 مايو 2013[25]
- العراق، بغداد: اعتبارًا من 26 فبراير 2014[25]
- إيران، شانديز مع زنوز: من 7 مارس 2015[26]
- إيران، قم: من 7 مارس 2015[26]
- إيران، شيراز: من 23 يونيو 2016[27]
- إيران، زنجان: من 29 ديسمبر 2016

## وروابط خارجية
- الموقع الرضوی للمعلومات حول الإمام الرضا